# Ignacio Olagüe
Ignacio Olagüe, né le 12 février 1903 à San Sebastián et mort le 10 mars 1974 à Xàtiva, est un paléontologue et un historien espagnol. Il demeure surtout connu pour sa thèse, isolée, niant que les Arabes aient conquis militairement l'Espagne en 711.

### Publications d’Ignacio Olagüe
En géologie et biologie
- Plusieurs études sur la stratigraphie jurassique du Nord de l’Espagne.
- La ley del movimiento acelerado en la evolución (1954).

En histoire
- La Decadencia Española (1939 ?), titre complet : La Decadencia Española. Ensayo para la rectificación de la Historia de España.
- Journal de bord de Jean de la Cosa, second de Christophe Colomb, présentation et commentaire par Ignacio Olagüe, éditions de Paris, Paris 1957, 250 pages.
- Les Arabes n’ont jamais envahi l’Espagne (Flammarion, 1969), édition espagnole sous le titre La Revolución islámica en Occidente (1974, connu également sous le titre Los árabes no invadieron jamás España). Nouvelle édition française : Les Arabes n’ont jamais envahi l’Espagne. La révolution islamique en Occident VIIe-Xe siècle, Cordoue, Constellation / Almazura, 2022, 744 p. (ISBN 978-9920403641).

Œuvres littéraires
- El pecado original (comédie, 1953)
- El Demonio y las yemas de San Leandro (roman)
- Martín Alegret, el organero (roman)
- Teresa Cabarrús
- La tragedia del torero

### Articles sur Ignacio Olagüe
- Roger Le Tourneau, « Ignacio Olagüe, Les Arabes n'ont jamais envahi l'Espagne », Revue de l'Occident musulman et de la Méditerranée, vol. 8, no 1,‎ 1970 (lire en ligne, consulté le 10 février 2017).
- (es) Maribel Fierro, Al-Andalus/España. Historiografías en contraste. Siglos xvii-xxi (ouvrage collectif, sous la direction de Manuela Marín), Madrid, Casa de Velázquez, 2009, 451 p. (ISBN 978-8496820241, lire en ligne), « Al-andalus en el pensamiento fascista español. La revolución islámica en Occidente de Ignacio Olagüe », p. 325-349.